# Makasib (bok)
Kitab al-Makasib (arabiska: كتاب المكاسب, Transaktioner), även känd som Makasib, är en tolv-shiitisk juridisk handbok på två volymer för islamisk handelsrätt skriven om fiqh av Morteza Ansari. Den är fortfarande en grundbok i den moderna hawza (islamiska seminarier) och har varit föremål för många kommentarer. Makasib och Akhund Khorasanis anmärkningsvärda arbete, Kifayat al-Usul, undervisas i avancerade klasser i seminarierna. Denna bok är en av resurserna för expertförsamlingens prov.